# Chondrostoma soetta
Chondrostoma soetta е вид лъчеперка от семейство Шаранови (Cyprinidae). Видът е застрашен от изчезване.

## Разпространение
Разпространен е в Италия и Швейцария.
Регионално е изчезнал в Словения.

## Описание
На дължина достигат до 45 cm.
Популацията на вида е намаляваща.